# Atletas Neutrales Autorizados

El logotipo del equipo son las siglas en inglés: Authorised Neutral Athletes

Atletas Neutrales Autorizados (ANA) es la categoría bajo la que los atletas rusos pueden competir en competiciones internacionales después del escándalo de dopaje que salió a la luz en diciembre de 2014.
En abril de 2017, la IAAF aprobó la participación de 19 atletas rusos bajo esta categoría en el Campeonato Mundial de Atletismo de 2017 que se celebró en Londres.